# Delma Gonçalves
Delma Gonçalves, känd under artistnamnet Pretinha, född den 19 maj 1975 i Rio de Janeiro, Brasilien, är en brasiliansk fotbollsspelare. Vid fotbollsturneringen under OS 2008 i Peking deltog hon i det brasilianska lag som tog silver. 